# Železniška nesreča v Divači (1984)
Železniška nesreča v Divači se je zgodila 14. julija 1984 na območju železniške postaje Divača in velja za najhujšo železniško nesrečo v Sloveniji.
Na 3. tiru divaške postaje je stal potniški hitri vlak na relaciji Beograd-Pulj, ko se je vanj zaletel tovorni vlak, ki je spregledal ukaz o ustavitvi. V trčenju je umrlo 31 ljudi in 34 jih je bilo ranjenih. Večina žrtev je bila iz zadnjega vagona, ki je bil do polovice popolnoma uničen.
Na sojenju je bil strojevodja tovornega vlaka spoznan za nedolžnega; ugotovili pa so, da je k nesreči največ prispevala odsotnost varnostnih naprav na tem delu železniške proge.